# ليم
اللَّيْم (أو البَنْزَهِير) هي ثمرة شجرة تنتمي إلى الحمضيات، تكون عادةً مستديرة الشكل. يتراوح لونها ما بين الأخضر والأصفر، ويصل قطرها من ثلاثة إلى ستة سنتيمترات. تحتوي على المادة الحامضية، كما تُعتبر الثمرة حمضية اللب.
يُعتبر اللّيْم من الثمار الغنية بـ فيتامين ج. ويُستخدم في كثير من الأحيان لإضافة نكهات إلى الأطعمة والمشروبات. وينمو اللّيْم على مدار العام، ويكون في العادة أصغر وأقل حامضية من الليمون . ويجدر التوضيح أنه يوجد صنف واحد على الأقل فارغ من الحموضة تماماً ويميل إلى الحلاوة في الطعم والرائحة وهو منتشر في الإكوادور، ويُستخدم للأطفال الصّغار وللمرضى تحديداً، أي لأي استخدام مطلوب فيه الحصول على كمية كبيرة من فيتامين سي وبنفس الوقت غير مرغوبة فيه حموضة، فهم يعصروه للطفل فيشربه دون أدنى صعوبة، وكذلك للمريض في الشاي مع العسل مثلاً.

## لمحة تاريخية
عُرف اللّيْم أولاً في جنوب العراق وبلاد فارس، حيثُ كان ينمو على نطاقٍ واسع. بدأت الثمرة تزدهر تجاريًا في بلاد بابل والتي تُعرف حاليًا بجنوب العراق.

## الاستعمالات

### القيمة الغذائية

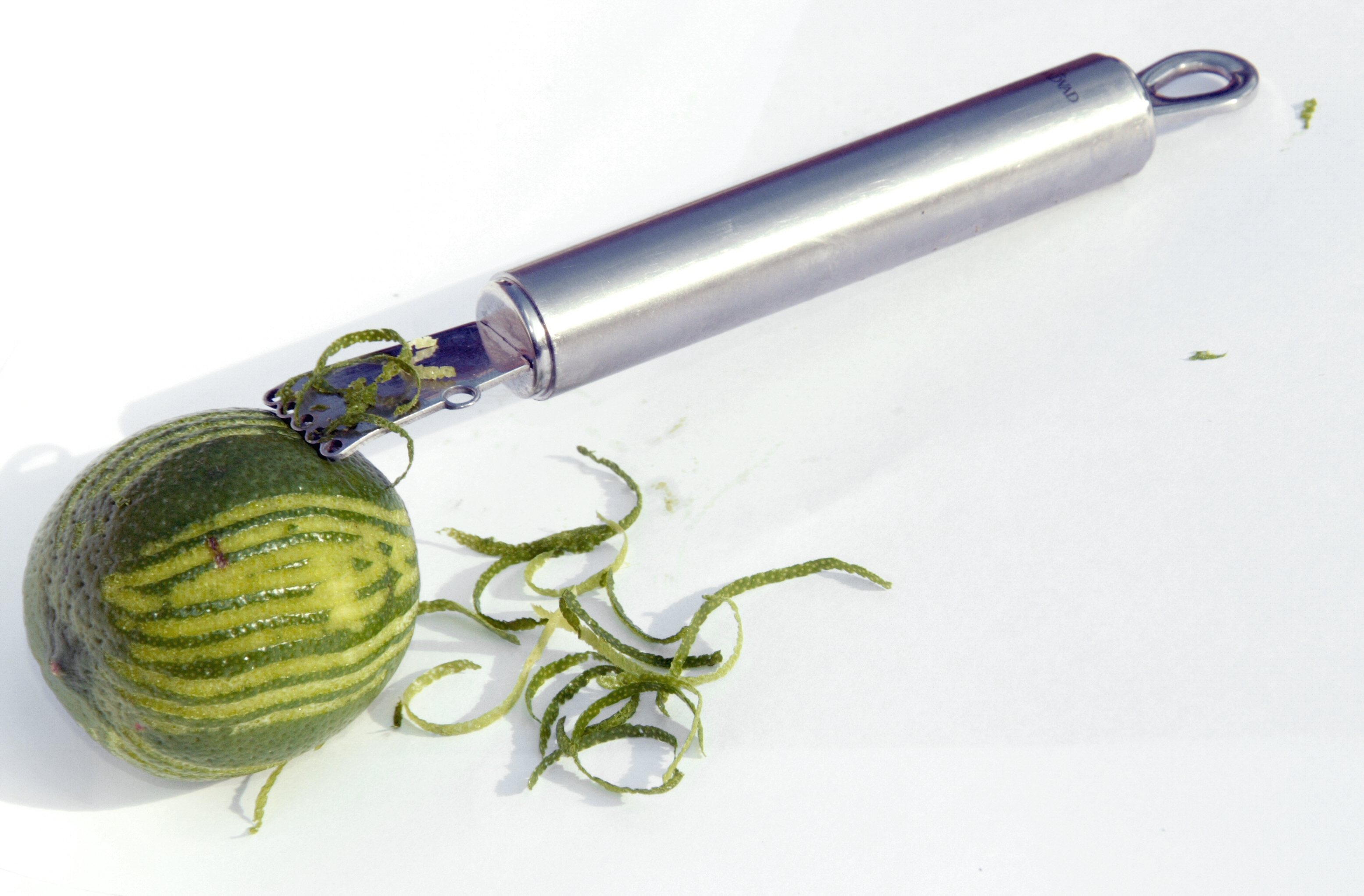
تَقشْير ثمرة الّيْم

يُحبذ استخدام ثمرة اللّيْم في أغراض الطبخ (cooking) حيثُ العُصارة الحَمْضيّة وقشرةُ الليم المُنَكِّه (zest). ذات الرائحة الطيبة. يُعد اللّيْم مكوِّن شائع الاستخدام في الأطباق المطبخ المكسيكي، والمطبخ الفيتنامي، والمطبخ التايلندي الأصلية. كما يستخدم في تخليل بعض أنواع الطعام مثل طبق سيفيشي.
ويُستعمل اللّيْم المُجفف (أو ما يُعرف بِالليم الأسود أو لوومي) كمادةٍ مُنَكِّهٍ، ويَشِيع استخدامه في المطبخ الفارسي والمطبخ العراقي، كما تُضيفه الدول الخليجية (Gulf) في البهارات (baharat) (وهي خليط توابل يُسمى بالكَبسة أوالكِبسة). يُنظر إلى اللّيْم على أنه المكوِّن الأساسي لأي مطبخ هندي، ويُعَدّ منه العديد من أنواع المُخللات، على سبيل المثال، مخلل اللّيْم المُحلى، المخلل المالح، وصلصة اللّيْم.">http://cooks.ndtv.com/showonlyrecipe.asp?cond=find&id=2400&category=Condiments≈</ref></a>
تُصنف أوراق اللّيْم على أنها عُشبة عَطِرة في جنوب وشرق آسيا، وفي المنطقة الجنوبية الشرقية من القارة. يُستخدم اللّيم عادةَ لإضافة نكهة إلى المشروبات الباردة والساخنة، مثل الماء، والتونيك، والكوكتيلات.

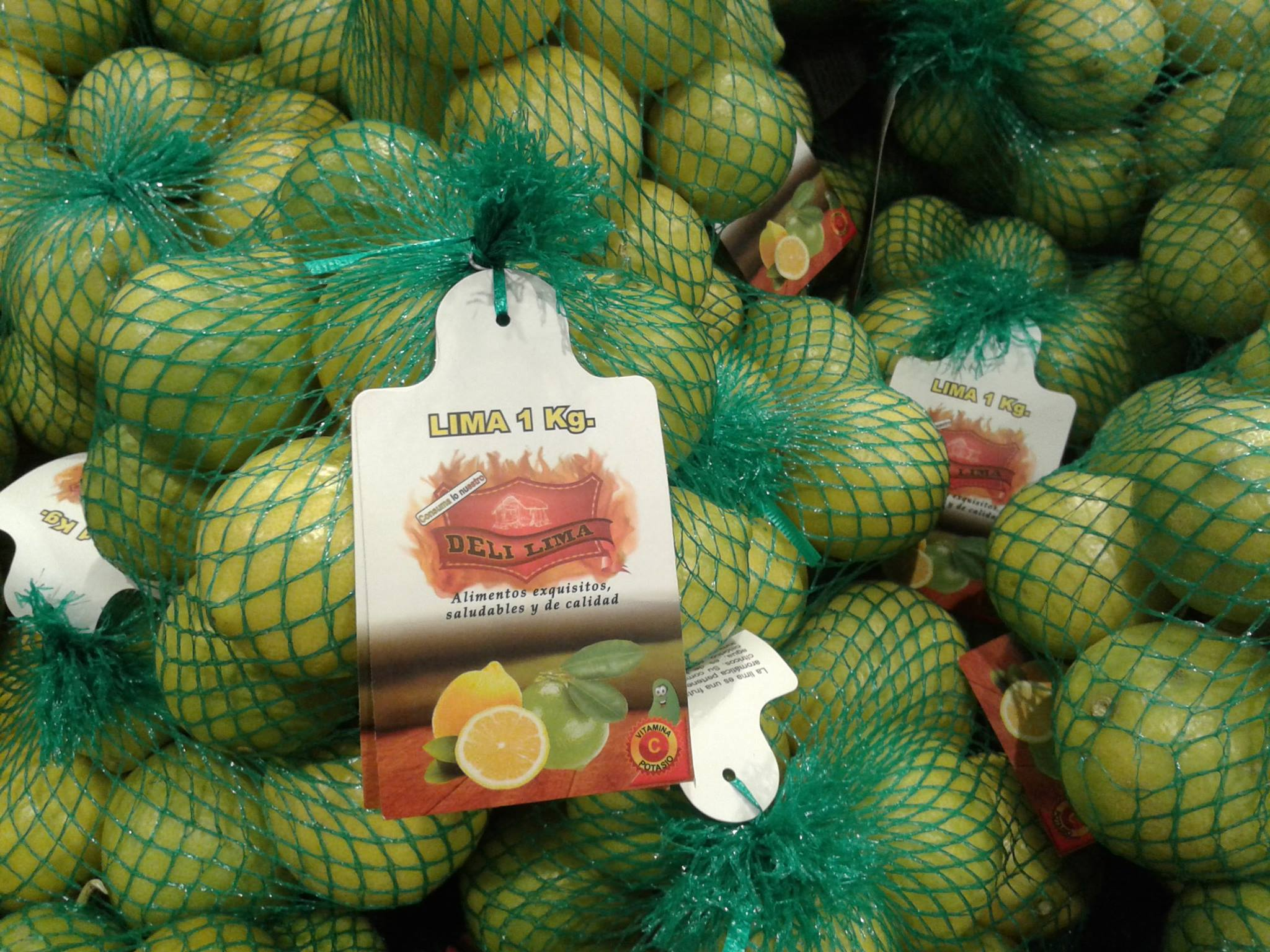
Lima الإكوادوري الخالي من الحموضة

### الاستعمالات الأخرى

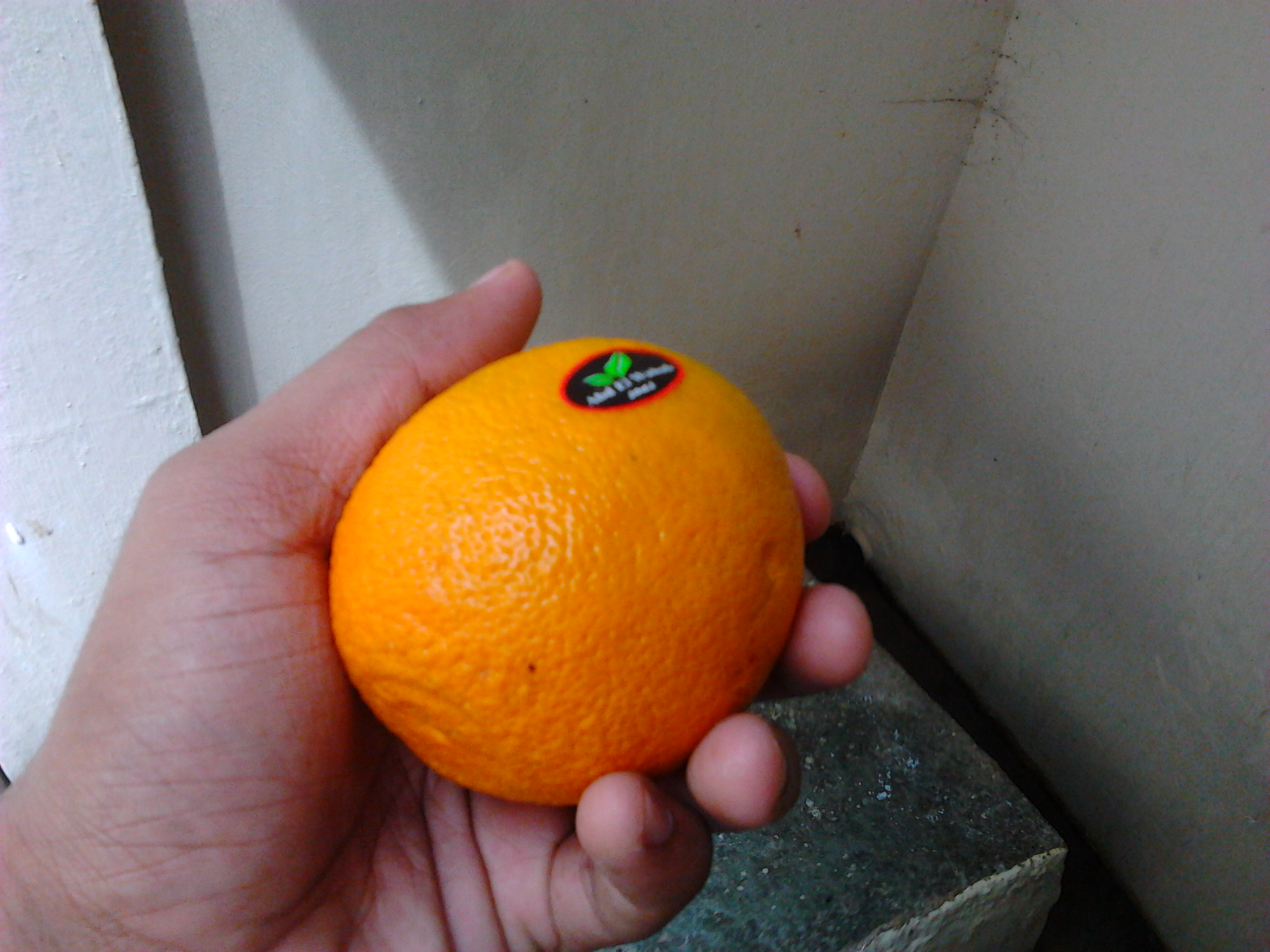
لّيْم مُهجنة في الهند

لمنع الإصابة ب مرض الاسقربوط (عوز فيتامين سي) (scurvy) في القرن التاسع عشر، كان يُصرف يوميًا للبحارة البريطانيين كمية من الحمضيات، مثل الليمون، ولكن في وقتٍ لاحق حل محله اللّيْم، والذي لم يكن بالفاعلية نفسها لمنع الإصابة بالمرض، ولكن كان يَسهُل الحصول عليه من المستعمرات البريطانية في جزر الكاريبي. وقد اكتشف لاحقًا أن عصارة الليمون المستمدة من ثمار الليمون أكثر فاعلية من ليم الغرب الهندي الذي كان يستخدمه البريطانيون، حيث يحتوي على أربعةِ أضعاف كمية فيتامين ج. كان هذا في البداية بمثابة سر عسكري محمي بشدة لأن مرض البثع كان عدوًا شائعًا للعديد من قوات بحرية الدول الأُخرى، حيث كان يُعتبر البقاء لفتراتٍ طويلة في البحر دون الإصابة بالبثع فائدة عسكرية ضخمة. لقد اكتسب البحار البريطاني لقب الليمي (Limey) بسبب استخدامهم ثمرة اللّيْم.
يمكن الحصول على عُصارة (عَصير) اللّيْم إما من خلال عصر ثمار اللّيْم الطازجة، أو بشرائها في زجاجاتٍ، وتوجد بنوعين أحدهما مُحلى والآخر دون تحلية. يُستخدم اللّيْم لعمل  الليماد  ، ويُضاف عادةً كمُكونٍ لعمل مزيج حامضي) في العديد من الكوكتيلات.
يُصنع من مُستخرجات ثمرة اللّيْم وزيوتها الأساسية العطور (perfumes)، ومنتجات التنظيف، وطب الروائح (aromatherapy).
أما في الهند فيُستخدم اللّيْم في طقوس تنترا لطرد الأرواح الشريرة. وتخلط مع الفلفل الهندي لعمل تعويذة وقائية لصد العين الشريرة. علاوةً على ذلك، يُعتقد أن تعليق ثمار اللّيْم فوق المرضى يُساعدهم في الشفاء من أمراضهم وذلك من خلال طرده للأرواح الشريرة الكامنة في الجسد.

## الآثار الصحية
عند تعرض الجلد للأشعة فوق البنفسجية (ultraviolet light) مباشرة بعد الاحتكاك بُعصارة اللّيْم يحدث الإصابة بالتهاب الجلد الضوئي النباتي المنشأ (phytophotodermatitis) ويُسبب هذا الالتهاب: اسمرار الجلد، تورم، وظهور تقرحات. العنصر المسؤول عن حدوث ذلك هو سورالين (psoralen)(مستخلص نباتي محسس للشمس).
تحتوي ثمرة اللّيْم على 24 ملليغرام (milligrams) أقل من فيتامين ج لكل مائة غرام (grams) مقارنة بثمرة الليمون.

## التوجُهات الإنتاجية
تُنتج الهند حوالي 16% من الليمون واللّيْم من الإنتاج العالمي ككل، وتحتل القائمة في الإنتاج، وتليها بالترتيب المكسيك (حوالي 14.5%) والأرجنتين (حوالي 10%) والبرازيل (حوالي 8%) وإسبانيا (حوالي 7%).

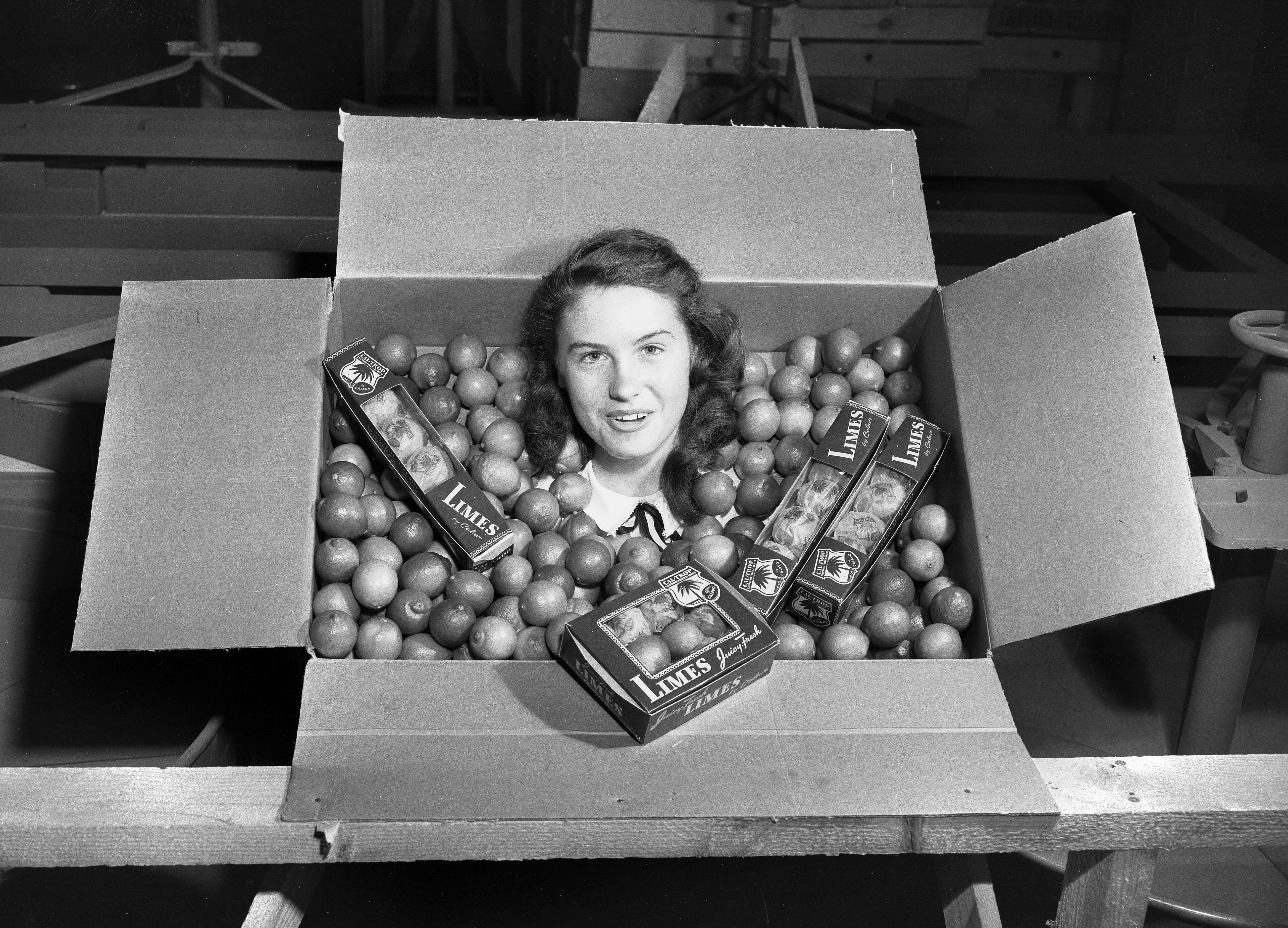
صورة ترويجية لثمار اللّيْم في كاليفورنيا، عام 1948

للتواصل: 0505686947
| الهند | 2,060,000F  |
| المكسيك | 1,880,000F  |
| الأرجنتين | 1,260,000F  |
| البرازيل | 1,060,000F  |
| إسبانيا | 880,000F    |
| جمهورية الصين الشعبية | 745,100F    |
| الولايات المتحدة | 722,000P    |
| تركيا | 706,652P    |
| إيران | 615,000F    |
| إيطاليا | 546,584P    |
| العالم | 13,032,388A |
| ^F = تقدير منظمة الأغذية والزراعة ^P = الرقم الرسمي ^A = الإجمالي (قد يشتمل على أرقامٍ رسمية، أو شبه رسمية، أو تقديرات) Source: [<a href="http://faostat.fao.org/site/567/DesktopDefault.aspx?PageID=567#ancor">http://faostat.fao.org/site/567/DesktopDefault.aspx?PageID=567 نسخة محفوظة 19 يونيو 2012 على موقع واي باك مشين.#ancor</a> منظمة الأغذية والزراعة التابعة للأمم المتحدة: الإدارة الاقتصادية والاجتماعية: القسم الأحصائي] |             |

## نباتات تُعرف «بالّيْم»
ثمار*الليم الأسترالي (Australian lime)
- - اللّيْم الأسترالي الصحراوي (Australian desert lime) (حمضيات جلووك)
  - اللّيْم الأسترالي الأصبعي (Australian finger lime) (حمضيات أُوسترالسكا (Citrus australasica))
  - اللّيْم الأسترالي المستدير (Australian round lime) (حمضيات أُوسترالس (Citrusaustralis))
- الليم الأحمر (Blood lime)
- الليم المجعد (صغير الحجم) (Kaffir lime) (حمضيات هستركس Citrus hystrix) اللّيم المجعد; مكروت, أو مقرود)
- الليم البرتقالي (Key lime) (حمضيات أُورانتِفوليا (Citrus aurantifolia)) (الليم المكسيكي، أو الغرب الهندي، أو الليم كثير العُصارة)
- لّيْم مندرين (حمضيات ليمونيا (Citrus limonia))
- الليم الذهبي (Musk lime) (ستروفورتُنيا ميتيس Citrofortunella mitis)
- [[|]][الإنجليزية] (حمضيات x ليميتوديوس)
- الليم الفارسي (Persian lime) (حمضيات لاتيفوليا (Citrus x latifolia)) (أو لّيْم تاهيتي أو بييرس)
- لّيْم رانجبور، هي ثمرة مُهجنة من اليوسفي والليمون
- الليم الإسباني (Spanish lime) (مَليكوكيس بيجاتوس (Melicoccus bijugatus)) (مامونسِيو (mamoncillo), مامونْ (mamón), خنب (ginep), كَوانابا (quenepa), أو الليمونة الصغيرة (limoncillo) (ليست حَمضية)
- الليم حلو المذاق (Sweet lime) (حمضيات ليمِتّا (Citrus limetta))ليمِتّا حلو المذاق، ليمون البحر المتوسط حلو المذاق)
- الليم البري (Wild lime) (أديليا ريثنيا (Adelia ricinella))
- ليم الكمكوات (الليم × كمكوات)

لا تنتمي الشجرة التي تُعرف باسم شجرة الليم (تيليو (Tilia)) وتُسمى في بعض اللهجات في اللغة الإنجليزية زيزفون إلى الفواكه الحمضية.
تتصف تلك الشجرة بُعرض أوراقها، ونموها في المناخ المعتدل.

## المعرض

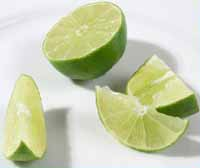
يُستخدم أنصاف الليم عادةً في المشروبات
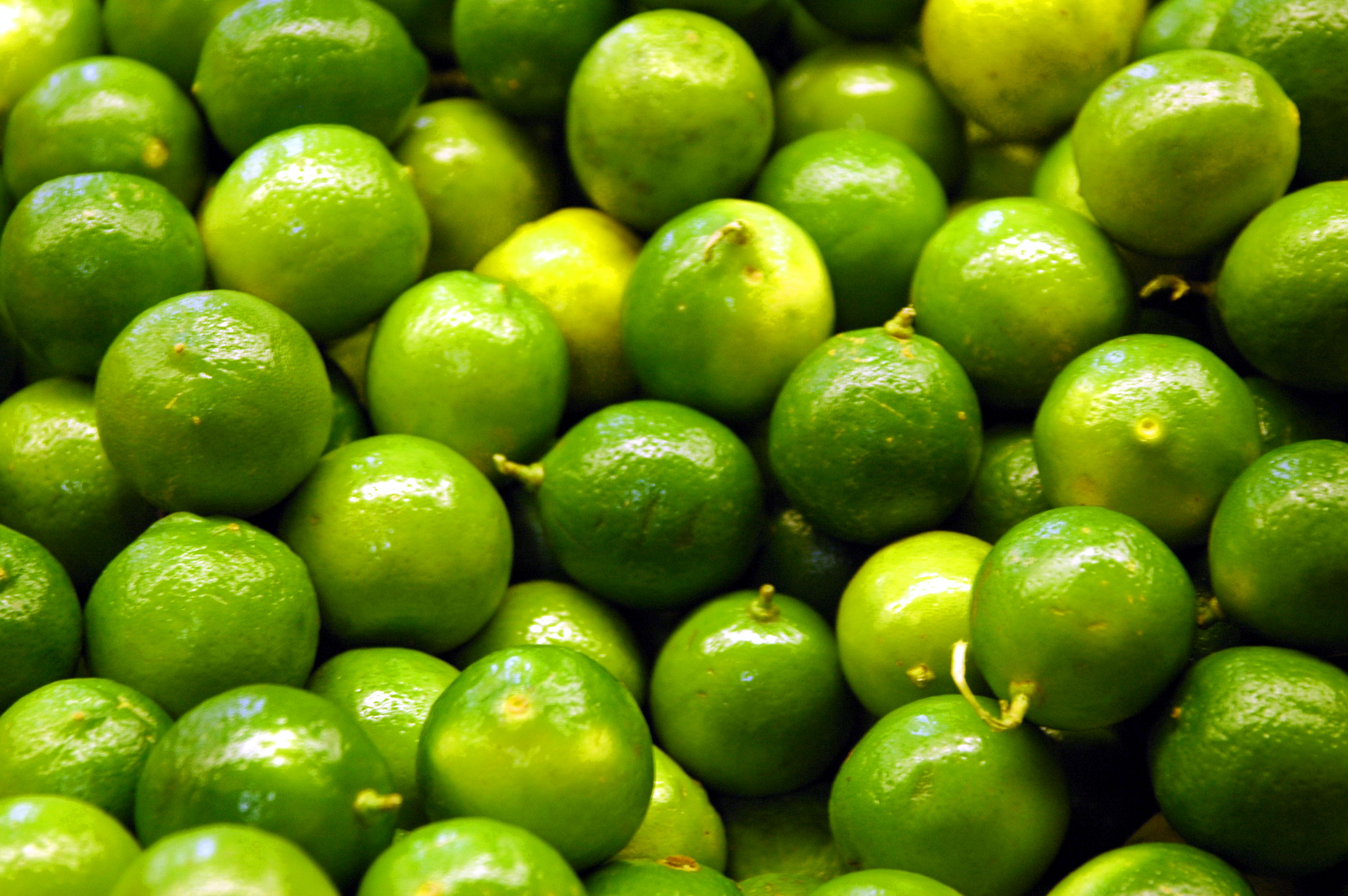
محل بقالة لثمار الليم
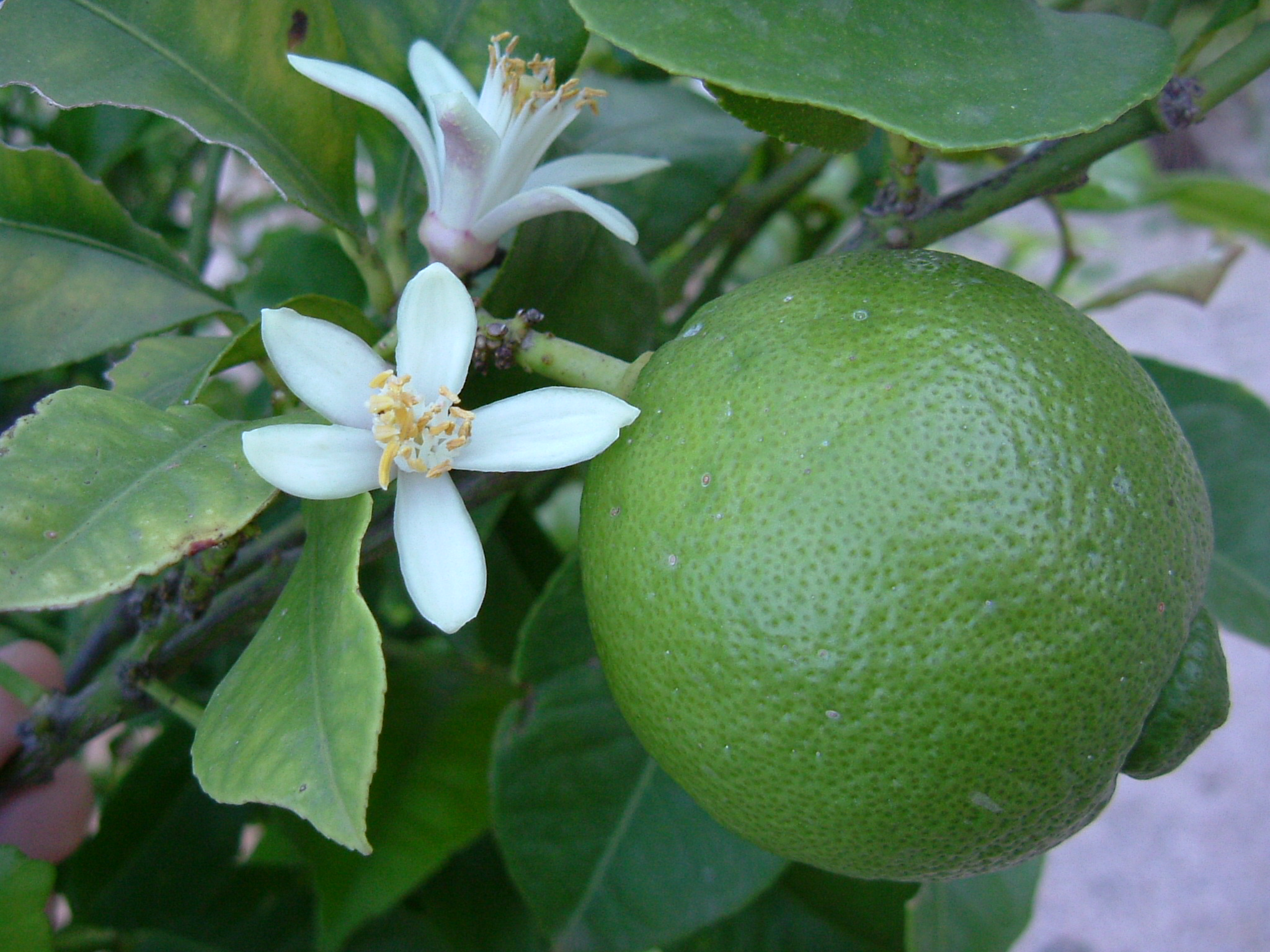
ليم وزهرة تموان في جنوب إسبانيا